# Championnats du monde d'Ironman 1997
Navigation
Édition précédente Édition suivante
Les championnats du monde d'Ironman 1997 se déroule le 18 octobre 1997 à Kailua-Kona dans l'État d'Hawaï. Ils sont organisés par la World Triathlon Corporation.

## Résultats du championnat du monde

### Hommes
| Pos.     | Temps           | Nom               | Pays       | Détail temps | Détail temps | Détail temps    | Détail temps | Détail temps    |
| Pos.     | Temps           | Nom               | Pays       | Natation     | T1           | Cyclisme        | T2           | Course à pied   |
| -------- | --------------- | ----------------- | ---------- | ------------ | ------------ | --------------- | ------------ | --------------- |
|          | 8 h 33 min 01 s | Thomas Hellriegel | Allemagne  | 53 min 08 s  | 0 min 00 s   | 4 h 47 min 57 s | 0 min 00 s   | 2 h 51 min 56 s |
|          | 8 h 39 min 18 s | Jürgen Zäck       | Allemagne  | 52 min 12 s  | 0 min 00 s   | 4 h 45 min 33 s | 0 min 00 s   | 3 h 01 min 33 s |
|          | 8 h 40 min 30 s | Lothar Leder      | Allemagne  | 52 min 22 s  | 0 min 00 s   | 4 h 58 min 53 s | 0 min 00 s   | 2 h 49 min 15 s |
| 4        | 8 h 43 min 16 s | Peter Reid        | Canada     | 52 min 24 s  | 0 min 00 s   | 4 h 56 min 32 s | 0 min 00 s   | 2 h 54 min 20 s |
| 5        | 8 h 44 min 02 s | Cristián Bustos   | Chili      | 53 min 17 s  | 0 min 00 s   | 4 h 55 min 43 s | 0 min 00 s   | 2 h 55 min 02 s |
| 6        | 8 h 44 min 18 s | Cameron Widoff    | États-Unis | 52 min 25 s  | 0 min 00 s   | 4 h 56 min 21 s | 0 min 00 s   | 2 h 55 min 32 s |
| 7        | 8 h 45 min 37 s | Ken Glah          | États-Unis | 52 min 10 s  | 0 min 00 s   | 4 h 49 min 00 s | 0 min 00 s   | 3 h 04 min 27 s |
| 8        | 8 h 45 min 55 s | Holger Lorenz     | Allemagne  | 52 min 19 s  | 0 min 00 s   | 4 h 59 min 31 s | 0 min 00 s   | 2 h 54 min 05 s |
| 9        | 8 h 47 min 49 s | Alexander Taubert | Allemagne  | 53 min 10 s  | 0 min 00 s   | 5 h 03 min 07 s | 0 min 00 s   | 2 h 51 min 32 s |
| 10       | 8 h 49 min 44 s | Frank Heldoorn    | Pays-Bas   | 52 min 29 s  | 0 min 00 s   | 4 h 59 min 22 s | 0 min 00 s   | 2 h 57 min 53 s |
| Source : |                 |                   |            |              |              |                 |              |                 |

### Femmes
| Pos.     | Temps            | Nom             | Pays       | Détail temps    | Détail temps | Détail temps    | Détail temps | Détail temps    |
| Pos.     | Temps            | Nom             | Pays       | Natation        | T1           | Cyclisme        | T2           | Course à pied   |
| -------- | ---------------- | --------------- | ---------- | --------------- | ------------ | --------------- | ------------ | --------------- |
|          | 09 h 31 min 43 s | Heather Fuhr    | Canada     | 1 h 01 min 47 s | 0 min 00 s   | 5 h 23 min 11 s | 0 min 00 s   | 3 h 06 min 45 s |
|          | 09 h 41 min 42 s | Lori Bowden     | Canada     | 1 h 04 min 43 s | 0 min 00 s   | 5 h 15 min 26 s | 0 min 00 s   | 3 h 21 min 33 s |
|          | 09 h 50 min 02 s | Fernanda Keller | Brésil     | 57 min 27 s     | 0 min 00 s   | 5 h 26 min 51 s | 0 min 00 s   | 3 h 25 min 44 s |
| 4        | 09 h 51 min 31 s | Wendy Ingraham  | États-Unis | 49 min 52 s     | 0 min 00 s   | 5 h 26 min 56 s | 0 min 00 s   | 3 h 34 min 43 s |
| 5        | 09 h 51 min 41 s | Sian Welch      | États-Unis | 56 min 16 s     | 0 min 00 s   | 5 h 23 min 55 s | 0 min 00 s   | 3 h 31 min 30 s |
| 6        | 09 h 57 min 51 s | Lee Di Pietro   | États-Unis | 1 h 02 min 29 s | 0 min 00 s   | 5 h 45 min 51 s | 0 min 00 s   | 3 h 09 min 31 s |
| 7        | 10 h 04 min 29 s | Martha Sorensen | États-Unis | 1 h 00 min 18 s | 0 min 00 s   | 5 h 37 min 18 s | 0 min 00 s   | 3 h 26 min 53 s |
| 8        | 10 h 15 min 12 s | Isabelle Gagnon | Canada     | 1 h 00 min 13 s | 0 min 00 s   | 5 h 36 min 40 s | 0 min 00 s   | 3 h 38 min 19 s |
| 9        | 10 h 16 min 29 s | Louise Davoren  | Australie  | 1 h 01 min 44 s | 0 min 00 s   | 5 h 44 min 23 s | 0 min 00 s   | 3 h 30 min 22 s |
| 10       | 10 h 17 min 58 s | Joanna Zeiger   | États-Unis | 53 min 03 s     | 0 min 00 s   | 5 h 50 min 17 s | 0 min 00 s   | 3 h 34 min 38 s |
| Source : |                  |                 |            |                 |              |                 |              |                 |